# Thala gratiosa
Thala gratiosa är en snäckart som först beskrevs av Reeve 1845.  Thala gratiosa ingår i släktet Thala och familjen Costellariidae. Inga underarter finns listade i Catalogue of Life.